# ولفگانگ بکر
ولفگانگ بکر (آلمانی: Wolfgang Becker؛ زادهٔ ۲۲ ژوئن ۱۹۵۴ – درگذشتهٔ ۱۲ دسامبر ۲۰۲۴) کارگردان و فیلم‌نامه‌نویس آلمانی بود. وی بیشتر برای کارگردانی فیلم خداحافظ لنین مشهور است.
پروانه‌ها، اولین فیلم ساختهٔ بکر، در سال ۱۹۸۸ برندهٔ پلنگ طلایی در جشنواره بین المللی فیلم لوکارنو گردید.
ولفگانگ بکر در ۱۲ دسامبر ۲۰۲۴، در سن ۷۰ سالگی در برلین درگذشت.